# Sandrine Holt
Sandrine Claire Holt, nata Sandrine Vanessa Ho (Londra, 19 novembre 1972) è un'attrice e modella canadese.

## Biografia
Nata nel borgo londinese di Croydon da padre cinese e da madre francese, si trasferì con i genitori a Toronto, in Canada, all'età di 5 anni. Si diplomò al liceo St. Joseph's Morrow Park di Willowdale ed iniziò a lavorare come modella e solo in seguito come attrice. 

## Vita privata
È stata sposata con Travis Huff dal 2004 al 2011.

## Filmografia

### Cinema
- Manto nero (Black Robe), regia di Bruce Beresford (1991)
- Rapa Nui, regia di Kevin Reynolds (1994)
- Dance Me Outside, regia di Bruce McDonald (1994)
- Pocahontas - La leggenda (Pocahontas: The Legend), regia di Danièle J. Suissa (1995)
- Il mio West, regia di Giovanni Veronesi (1998)
- Loving Jezebel, regia di Kwyn Bader (1999)
- Fast Food, Fast Women, regia di Amos Kollek (2000)
- Century Hotel, regia di David Weaver (2001)
- Ballistic, regia di Kaos (2002)
- Happy Hour, regia di Mike Bencivenga (2003)
- Resident Evil: Apocalypse, regia di Alexander Witt (2004)
- Sam's Lake, regia di Andrew C. Erin (2006)
- Serpent Fire, regia di John Terlesky (2007)
- Faces in the Crowd - Frammenti di un omicidio (Faces In The Crowd), regia di Julien Magnat (2011)
- Underworld - Il risveglio (Underworld: Awakening), regia di Måns Mårlind e Björn Stein (2012)
- Rompicapo a New York (Casse-tête chinois), regia di Cédric Klapisch (2013)
- Terminator Genisys, regia di Alan Taylor (2015)
- Air - I custodi del risveglio (Air), regia di Christian Cantamessa (2015)
- Uno strano desiderio (Sorry for Your Loss), regia di Collin Friesen (2018)
- The Shrouds - Segreti sepolti, regia di David Cronenberg (2024)

### Televisione
- Venerdì 13 (Friday the 13th: The Series) – serie TV, episodio 2x14 (1989)
- Soluzione estrema (Once a Thief), regia di John Woo – film TV (1996)
- Poltergeist (Poltergeist: The Legacy) – serie TV, episodio 1x01 (1996)
- Once a Thief – serie TV, 23 episodi (1996-1998)
- Oltre i limiti (The Outer Limits) – serie TV, episodio 3x04 (1997)
- New York Undercover – serie TV, 2 episodi (1997)
- Two – serie TV, un episodio (1997)
- Witchblade – serie TV, episodi 1x01 e 1x05 (2001)
- Mutant X – serie TV, episodio 2x05 (2002)
- Starship Troopers 2 - Eroi della federazione (Starship Troopers 2: Hero of the Federation), regia di Phil Tippett – film TV (2004)
- CSI: Miami – serie TV, episodio 3x19 (2005)
- Las Vegas – serie TV, episodi 2x22, 2x23 e 2x24 (2005)
- E.R. - Medici in prima linea (ER) – serie TV, episodio 12x02 (2005)
- 24 – serie TV, 10 episodi (2006)
- Runaway - In fuga (Runaway) – serie TV, 5 episodi (2006-2008)
- The L Word – serie TV, 5 episodi (2007)
- Burn Up, regia di Omar Madha – miniserie TV (2008)
- The Phantom, regia di Paolo Barzman – miniserie TV (2009)
- The Mentalist – serie TV, episodio 2x14 (2010)
- Sanctuary – serie TV, episodio 4x04 (2011)
- Flashpoint – serie TV, episodio 4x18 (2011)
- Deadly Hope - Speranza mortale (Deadly Hope), regia di Nicolas Monette – film TV (2012)
- The Listener – serie TV, episodio 3x07 (2012)
- House of Cards - Gli intrighi del potere (House of Cards) – serie TV, 10 episodi (2013-2014)
- Hostages – serie TV, 15 episodi (2013-2014)
- The Returned – serie TV, 10 episodi (2015)
- Fear the Walking Dead – serie TV, episodi 1x04, 1x05 e 1x06 (2015)
- Damien – serie TV, episodi 1x01 e 1x02 (2016)
- Blindspot – serie TV, episodio 1x16 (2016)
- Law & Order - Unità vittime speciali (Law & Order: Special Victims Unit) – serie TV, 4 episodi (2016-2018)
- Mr. Robot – serie TV, episodi 2x01 e 2x08 (2016)
- MacGyver – serie TV, 12 episodi (2016-2017)
- The Art of More – serie TV, 8 episodi (2016)
- Love – serie TV, episodio 2x05 (2017)
- X-Files (The X-Files) – serie TV, episodio 11x02 (2018)
- Homeland - Caccia alla spia (Homeland) – serie TV, 8 episodi (2018)
- The Crossing – serie TV, 4 episodi (2018)
- FBI – serie TV, episodio 1x17 (2019)
- The Expanse – serie TV, 8 episodi (2020-2021)
- NCIS: Los Angeles – serie TV, episodio 13x05 (2021)
- Better Call Saul – serie TV, episodi 6x06, 6x09 e 6x12 (2022)
- Your Friends & Neighbors - serie TV (2025)

## Doppiatrici italiane
Nelle versioni in italiano delle opere in cui ha recitato, Sandrine Holt è stata doppiata da:
- Laura Romano in The Mentalist, Hostages, X-Files, Homeland
- Francesca Fiorentini in Rapa Nui, Once a Thief, Law & Order - Unità vittime speciali (ep. 17x20)
- Emanuela D'Amico in CSI: Miami, Blindspot, Fear the Walking Dead
- Sabrina Duranti in Law & Order - Unità vittime speciali (st. 20), Underworld - Il risveglio
- Stella Musy in Flashpoint, House of Cards - Gli intrighi del potere
- Eleonora De Angelis in Resident Evil: Apocalypse, MacGyverd
- Cristina Giachero in Runaway - In fuga, Serpent Fire
- Pinella Dragani in Starship Troopers 2 - Eroi della federazione
- Irene Di Valmo in Faces in the Crowd - Frammenti di un omicidio
- Benedetta Degli Innocenti in Your Friends & Neighbors
- Luisa Ziliotto in Deadly Hope - Speranza mortale
- Marzia Dal Fabbro in Rompicapo a New York
- Valentina Mari in Air - I custodi del risveglio
- Selvaggia Quattrini in Better Call Saul
- Michela Alborghetti in The Art of More
- Mavi Felli in Soluzione estrema
- Francesca Guadagno in Il mio west
- Daniela Calò in NCIS: Los Angeles
- Federica De Bortoli in Mr. Robot
- Alessandra Chiari in The L Word
- Silvia Tognoloni in The Phantom
- Monica Ward in The Returned
- Chiara Gioncardi in Blindspot
- Anna Cugini in The Shrouds
- Alessandra Grado in 24